# St. Johann Baptist (Olef)

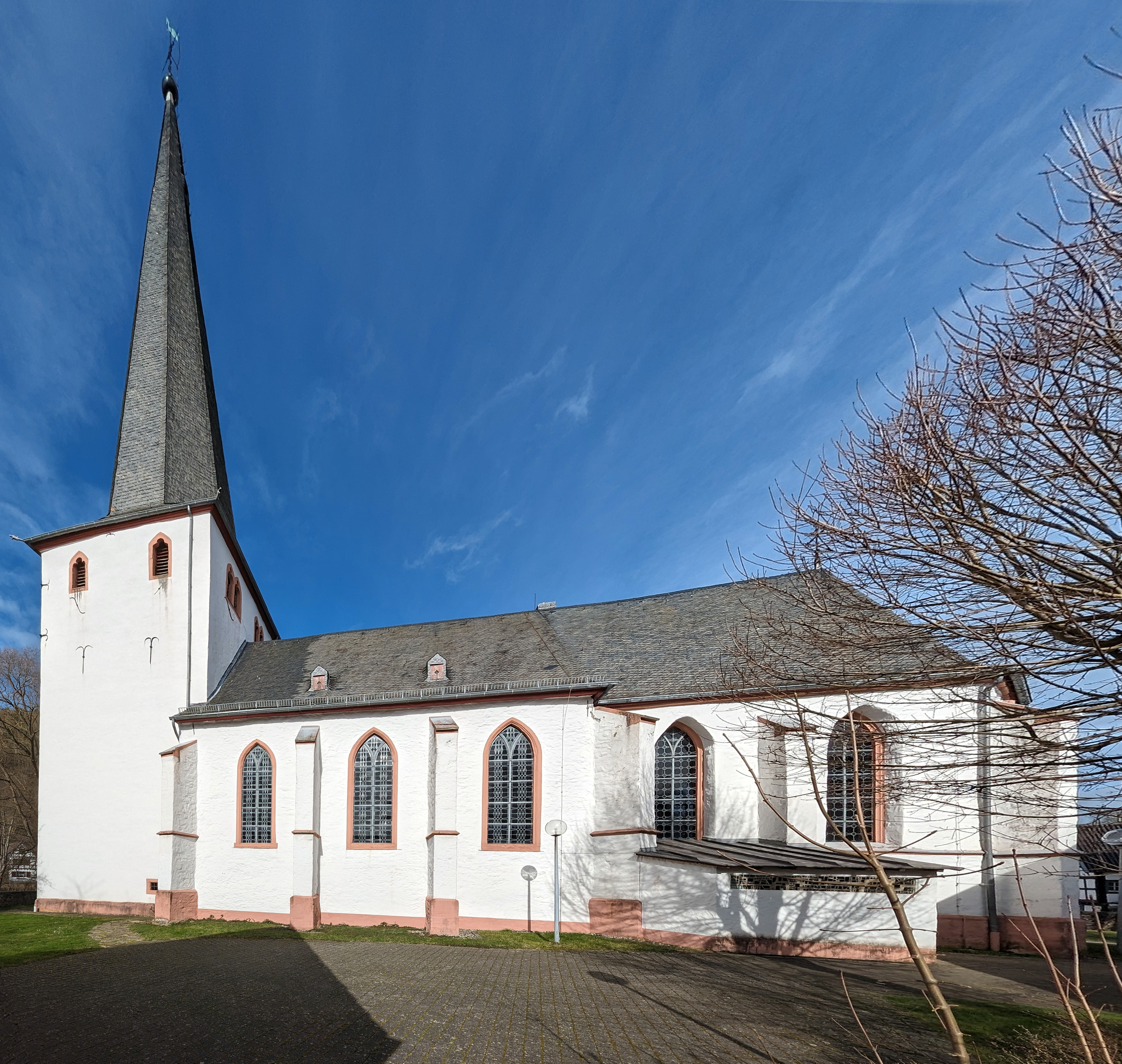
St. Johann Baptist in Olef

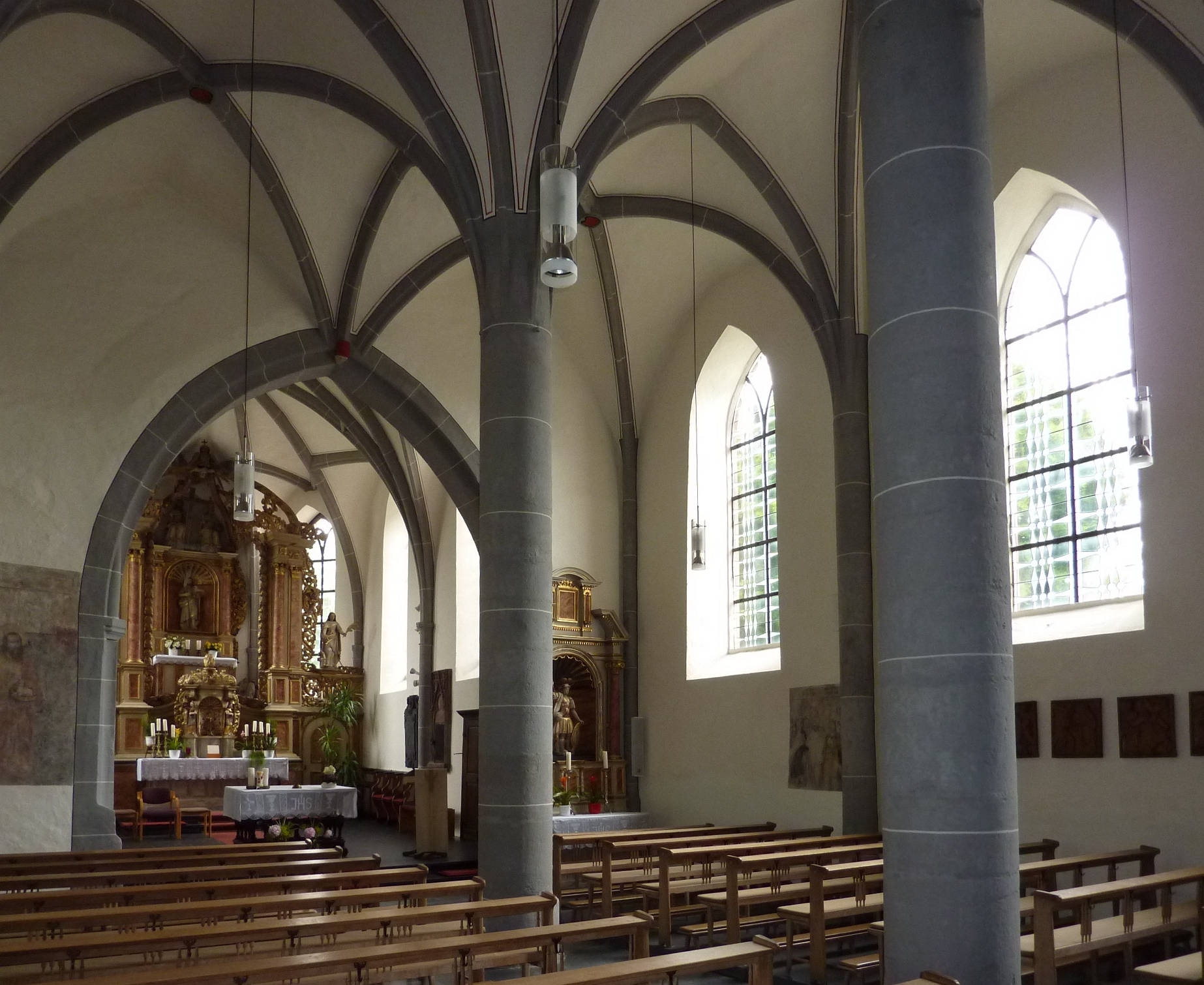
Innenraum

St. Johann Baptist ist die römisch-katholische Pfarrkirche des Schleidener Stadtteils Olef im Kreis Euskirchen in Nordrhein-Westfalen.
Das Kirchengebäude ist Johannes dem Täufer geweiht und unter Nummer 24 in die Liste der Baudenkmäler in Schleiden eingetragen.

## Geschichte
Eine Kirche in Olef bestand vermutlich schon im 13. Jahrhundert. Zu dieser Zeit war Olef auch bereits eigenständige Pfarrei, wodurch sie zu den ältesten Pfarren der Eifel gezählt werden kann. Der heutige massive Glockenturm stammt aus dem 14. Jahrhundert und ist der älteste Teil des Gotteshauses. Das heutige Kirchenschiff mit Chor wurde im 15. Jahrhundert an den Turm angebaut. Es ist sehr wahrscheinlich, dass an gleicher Stelle bereits zu früherer Zeit eine Kirche bestanden hat. Bis 1804 zählte zum Pfarrgebiet noch die Filiale Dreiborn, die dann jedoch zur Pfarre erhoben wurde. Des Weiteren gehörte Olef bis dahin zum alten Dekanat Zülpich, welches durch die Franzosen aufgelöst worden ist. Heute ist die Pfarrgemeinde ein Teil der Gemeinschaft der Gemeinden (GdG) Hellenthal-Schleiden.

## Ausstattung
Im Innenraum befindet sich ein barocker Hochaltar, welcher doppelstöckig ist. Diese Form ist sehr selten. Außerdem sind die beiden ebenfalls barocken Nebenaltäre erwähnenswert sowie ein vermutlich gotisches Fresko.

## Architektur
St. Johann Baptist ist eine zweischiffige Kirche im Baustil der Gotik. Im Westen befindet sich ein dreigeschossiger Glockenturm mit achtseitiger Turmhaube, welcher dem Kirchenschiff vorgebaut ist. Daran schließt sich das dreijochige Langhaus an. Drei einfache Spitzbogen unterteilen Mittelschiff und Seitenschiff. Das Mittelschiff wird durch zwei zentrale Säulen unterteilt, welche das Gewölbe stützen. Im Osten schließt sich der zweijochige und dreiseitig geschlossene Chor an, an dessen Nordseite die Sakristei angebaut ist. Die Fenster sind spitzbogig, jedoch ohne Maßwerk.

## Glocken
| Nr. | Name | Durchmesser (mm) | Masse (kg, ca.) | Schlagton (HT-1/16) | Gießer                                             | Gussjahr |
| 1   | -    | 1.156            | 900             | f' +1               | Hans Hüesker, Fa. Petit & Gebr. Edelbrock, Gescher | 1956     |
| 2   | -    | 1.132            | 800             | g' +4               | Theil van Keppel                                   | 1440     |
| 3   | -    | 938              | 520             | b' -1               | Theil van Keppel                                   | 1443     |

Motiv: Gloria

## Pfarrer
Folgende Priester waren bislang Pfarrer an St. Johann Baptist:
| von – bis | Name             |
| --------- | ---------------- |
| 1916–1946 | Wilhelm Zilligen |
| 1946–1974 | Theodor Wallraff |
| 1974–1993 | Josef Wickeler   |
| 1993–2023 | Philipp Cuck     |
| Seit 2023 | Thomas Schlütter |